# Hydroporus brevis
Hydroporus brevis là một loài bọ cánh cứng trong họ Bọ nước. Loài này được R.F.Sahlberg miêu tả khoa học năm 1834.

## Hình ảnh

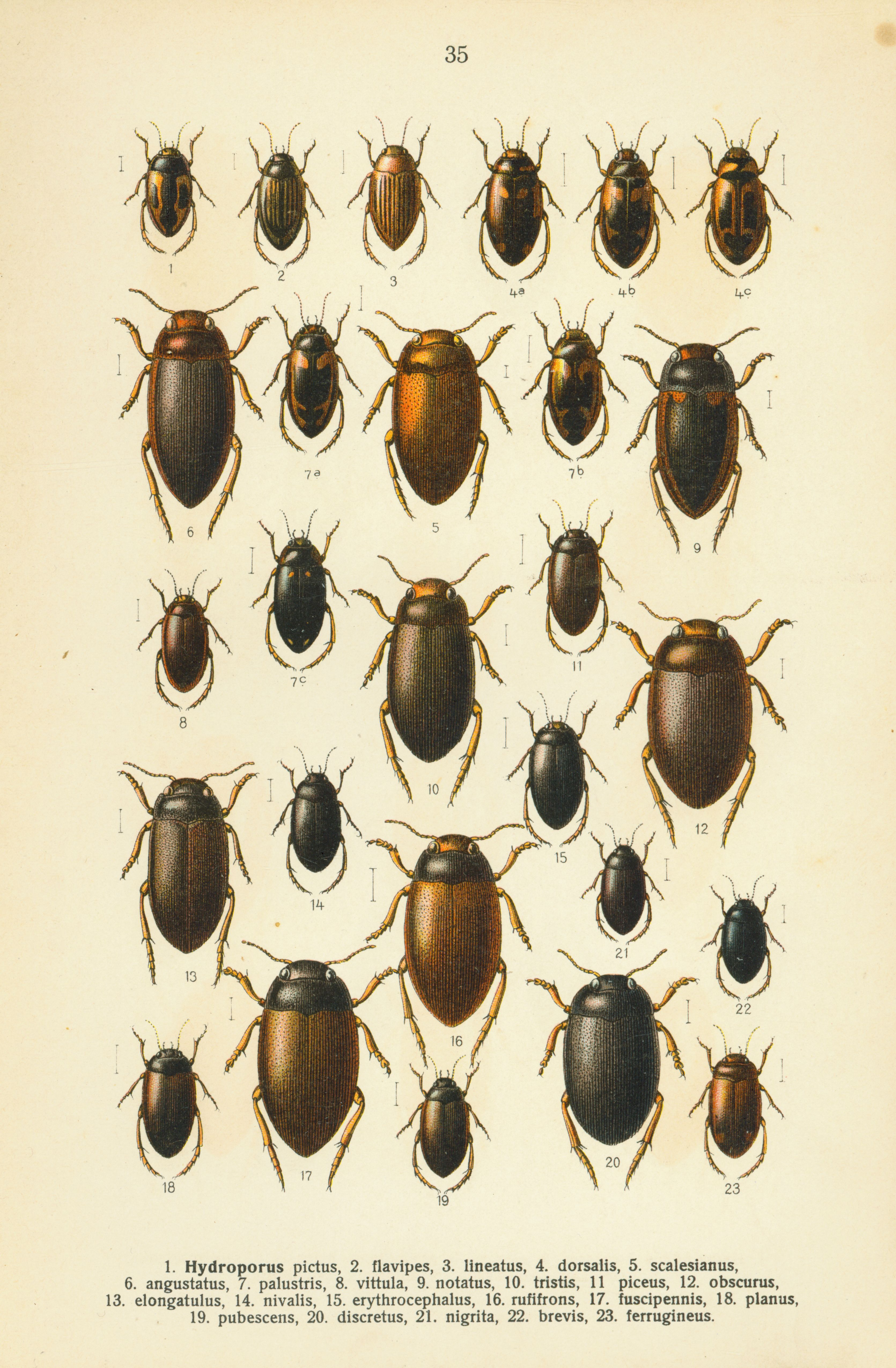